# Chater
Chater (o chatis), es el nombre usado para indicar a la persona usuaria de algunas de las expresiones del mundo del Internet, tales como el uso excesivo e inapropiado del lenguaje chat; e igualmente usado para describir un hábito emergente de la era digital, proveniente del uso de la mensajería instantánea y otros medios de Internet.

## Historia
Junto con el surgimiento de los medios de comunicación de Internet, estos trajeron consigo la aparición de un determinado grupo de usuarios a los que se denominó cháter. El término se aplicó al individuo que ocupa una gran parte de su tiempo en utilizar los programas de mensajería instantánea para poder charlar con otros cibernautas. 
Con el paso del tiempo el término también pasó a definir a la persona que, producto de su afición al chat, SMS y similares, se caracteriza por escribir exageradamente en un lenguaje corto, simplificando palabras al igual que en el "lenguaje SMS", o que intencionadamente no respeta las reglas de ortografía y gramaticales. El cháter escribe en foros, chats y otros medios de Internet, en los cuales su escritura muchas veces no es comprensible por muchos de los usuarios que leen sus mensajes. En casos extremos los cháteres utilizan esta forma de escribir fuera del ámbito de Internet, en sitios tales como: colegios, trabajos, etc.; y derivados de su escritura obtienen muchos problemas.
No debe confundirse al cháter con el typo (de type), término que se refiere a la persona que escribe mal al teclear equivocadamente, o por tener el teclado dañado.

## Campañas en contra de la mala escritura de los cháters
Debido a los problemas de lectura, muchos internautas han comenzado a hacer campañas en contra del lenguaje y escritura usado por los chaters, tales como: 
- Firmas que reprochan este tipo de lenguaje.
- Foros y similares: en el que su reglamento prohíbe este tipo de escritura.
- Weblog: en el que se hacen referencias y campañas.
- Televisión: en el año 2005, el Consejo de Administración de la Radio y Televisión de Andalucía (RTVA), prohibió la emisión de este tipo de mensajes SMS en televisión, con el motivo de evitar el "deterioro del idioma”. Por esta razón, permitió proceder de forma automática a la corrección de dichas faltas ortográficas, sin variar el contenido del mensaje ni la opinión del usuario, respetando los acrónimos y emoticonos propios de los SMS.